# Провидънс (окръг, Роуд Айланд)
Окръг Провидънс (на английски: Providence County) е окръг в щата Род Айлънд, Съединени американски щати. Площта му е 1129 km², а населението – 633 673 души (2016). Окръг Провидънс няма административен център. Административен център между 1703 – 1842 година е град Провидънс.